# Podkozara Donja (Novo Goražde)
Pour les articles homonymes, voir Podkozara Donja.
Podkozara Donja (en serbe cyrillique : Подкозара Доња) est un village de Bosnie-Herzégovine. Il est situé dans la municipalité de Novo Goražde et dans la république serbe de Bosnie. Selon les premiers résultats du recensement bosnien de 2013, il compte 157 habitants.

## Histoire
Après la guerre de Bosnie-Herzégovine et à la suite des accords de Dayton, le territoire du village de Podkozara Donja a été partagé entre la municipalité de Goražde, dans la fédération de Bosnie-et-Herzégovine, et celle de Novo Goražde, dans la république serbe de Bosnie.

## Démographie

### Évolution historique de la population dans la localité
| 1948 | 1953 | 1961 | 1971 | 1981 | 1991 | 2013 |
| ---- | ---- | ---- | ---- | ---- | ---- | ---- |
| -    | -    | 147  | 217  | 415  | 488  | 157  |

|  |